# عطارد في الخيال

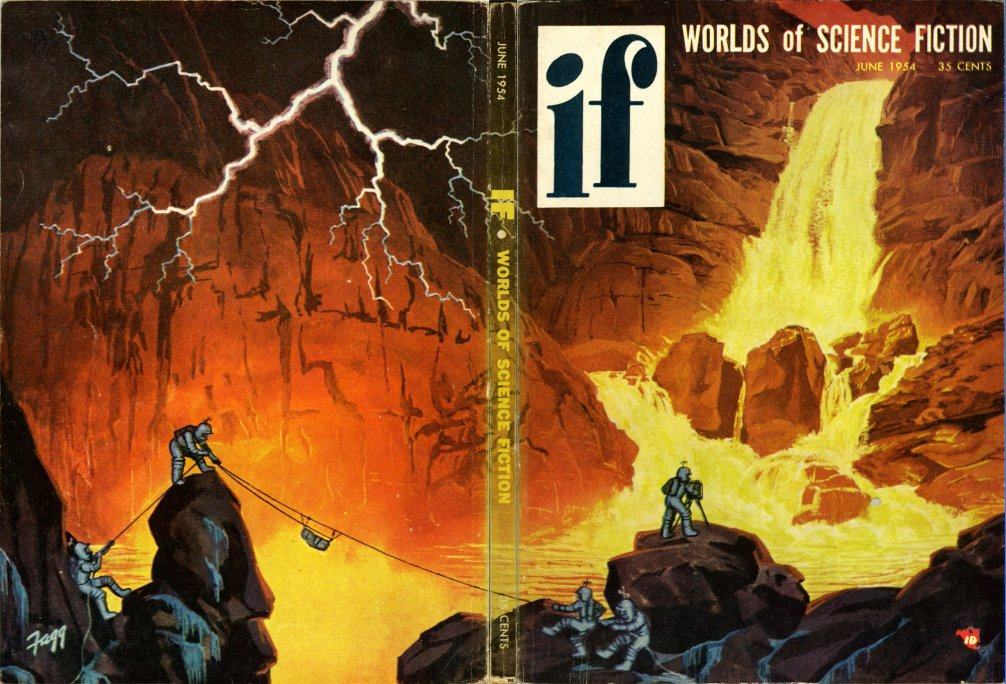
"سقوط الحمم على عطارد, غلاف I مجلة إذا, يونيو 1954

مرت الصور الخيالية لعطارد، الكوكب الأعمق للنظام الشمسي، بثلاث مراحل متميزة. قبل أن يُعرف الكثير عن الكوكب، لم يحظ بالكثير من الاهتمام. في وقت لاحق، عندما كان يعتقد بشكل غير صحيح أنه كان مغلقًا بشكل مدّي مع خلق الشمس لواجهة نهارية وليلية دائمة، ركزت القصص بشكل أساسي على ظروف الجانبين والمنطقة الضيقة من الشفق الدائم بينهما. منذ تبديد هذا المفهوم الخاطئ في عام 1965، تلقى الكوكب مرة أخرى اهتمامًا أقل من كتاب الخيال، وركزت القصص إلى حد كبير على الظروف البيئية القاسية التي تأتي من قرب الكوكب من الشمس.

## صور مبكرة
يجعل الاقتراب من الشمس الملاحظات الفلكية لعطارد أمرًا صعبًا، وطوال معظم التاريخ لم يُعرف الكثير عنه، وهو ما انعكس في الكتابة الخيالية. لقد ظهر كإطار في الخيال منذ عمل لادون [الإنجليزية] عام 1622 على الأقل بواسطة جيامباتيستا مارينو. رواية عام 1750 عالم عطارد من تأليف شوفالييه دي بيتون هي مثال آخر مبكر وهو أمر غير مألوف في عدم استخدام المجتمع الخيالي خارج كوكب الأرض لأغراض الهجاء. في رواية: دبليو اس لاك زيرما عام 1883، أليريل، أو رحلة إلى عوالم أخرى، يصور ميركوريون على أنهم يعيشون في الغلاف الجوي للكوكب. تصور رواية جون مونرو عام 1897 رحلة إلى كوكب الزهرة زيارة قصيرة لعطارد والزهرة.  أول عمل روائي باللغة الإنجليزية تم وضعه في المقام الأول على عطارد كان رواية ويليام والاس كوك عام 1905 في على غير هدى في المجهول، أو مغامرات في عالم غريب الأطوار هجاءً من رأسمالية الولايات المتحدة.  قصة قصيرة لهومر إيون فلينت عام 1919 بعنوان " سيد الموت " تصور أنقاض حضارة سابقة انقرضت الآن على عطارد. 

## قفل المد والجزر

3: 3: رنين المدار الدوار لعطارد

من عام 1893 إلى عام 1965، كان يعتقد أن عطارد كان 1: 1 مغلق مديا مع الشمس بحيث كان جانب واحد من عطارد دائما في ضوء الشمس والجانب الآخر دائما في الظلام، مع وجود شريط رفيع من الشفق الدائم بينهما؛ العديد من الأعمال الخيالية المكتوبة في هذه الفترة تصور عطارد بهذه الطريقة. ومن الأمثلة على ذلك راي كامينغز رواية عام 1930 تاما من البلد الخفيف حيث يعيش سكان عطارد حياتهم تحت أشعة الشمس غير المتحركة, كلارك أشتون سميثالقصة القصيرة لعام 1932 "الخالدون من عطارد"حيث يوجد نوعان معاديان مختلفان على هذا الكوكب, إسحاق أسيموفالقصة القصيرة لعام 1942 "الهارب"(تم تضمينه لاحقا في عام 1950 رواية أنا، روبوت) حيث يتم إرسال روبوت لاسترداد الإمدادات الحرجة من النهار غير المضياف والأعطال, هال كليمنترواية 1953 عالم الجليد حيث اعتاد الأجانب على درجات حرارة أعلى بكثير من تلك الموجودة على الأرض أقاموا معسكرا على جانب النهار الحار من عطارد, قصة أسيموف القصيرة عام 1956 "ليلة الموت"حيث اعتادت الشخصية التي أمضت وقتا طويلا على عطارد على وجود مناطق في ظلام دائم, آلان إي نورسالقصة القصيرة لعام 1956 "معبر برايتسايد"الذي يصور محاولة لعبور الجانب المضيء من الكوكب "لأنه هناك"باعتباره إنجازا مشابها لما حدث في ذلك الوقت أول صعود ناجح لجبل إيفرست في عام 1953, بول أندرسونالقصة القصيرة لعام 1957 "دورة الحياة"حيث يوجد نوع يتغير من أنثى إلى ذكر عندما ينتقل من الليل إلى النهار والعكس صحيح, كورت فونيغوترواية 1959 صفارات الإنذار من تيتان حيث توجد أشكال حياة في الكهوف على جانب الليل تعيش من الاهتزازات, و إيلي ساجيرواية 1963 مغامرات الكابتن يونو على الكوكب الغامض، حيث يكون سكان نصفي الكرة الأرضية في حالة حرب. لاري نيفنالقصة القصيرة لعام 1964 "أبرد مكان"يصور ليلة عطارد وربما كانت القصة الأخيرة لعطارد مغلق مدريا قبل اكتشاف أن الكوكب يحتوي بالفعل على 3: 2 الرنين المداري الدوراني بحيث ترى جميع الأطراف بانتظام ضوء النهار.

## صور حديثة
حتى بعد أن تم اكتشاف أن عطارد ليس مغلقًا تدريجيًا مع الشمس، استمرت بعض القصص في استخدام تجاور جانب النهار الحار المواجه للشمس والجانب الليلي البارد المواجه بعيدًا كجهاز مؤامرة؛ تصور القصة القصيرة لعام 1982 "السلحفاة وأوهير" للمخرج جرانت كالين رائد فضاء يكافح من أجل البقاء على الجانب الليلي من خط النهاية لتجنب الموت بسبب حرارة النهار،  وكلاهما من رواية 1985 ذاكرة البياض للكيم ستانلي روبنسون ورواية 2008 أطفال زحل التي كتبها تشارلز ستروس تصور المدن التي لا تتحرك فيها الشمس الباردة جدًا. عمومًا، تركز معظم قصص ما بعد عام 1965 على الظروف القاسية للكوكب عمومًا. قال عالم الخيال العلمي جاري ويستفال في عام 2021، "باستثناء بعض الاكتشافات غير المتوقعة، من المحتمل أن تظل زيارات الخيال العلمي إلى عطارد غير شائعة".
تشمل الأغراض الأخرى لعطارد في الخيال العلمي الحديث كقاعدة لدراسة الشمس، كما هو الحال في رواية عام 1980 صندفر بقلم ديفيد برين حيث يحاول البشر تحديد ما إذا كانت هناك حياة خارج كوكب الأرض داخل الشمس. وبالمثل، يتم استخدام الكوكب كمحطة للطاقة الشمسية في رواية 2005 ميركوري، وهي جزء من سلسلة جولة بن بوفا الكبرى. يتم استخراجها أحيانًا من أجل المعادن، كما هو الحال في لعبة فيديو عام 1992 نجم التحكم الثاني والقصة القصيرة لعام 1994 " أهداب ذهب " لستيفن باكستر والتي تعرض أيضًا الحياة تحت الجليد في منطقة مظللة بشكل دائم بالقرب من أحد أقطاب الكوكب. تصور رواية "موعد مع راما" عام 1973 للكاتب آرثر سي كلارك أحفاد المستعمرين البشريين على عطارد، المعروفين باسم هيرميانز، على أنهم أقوياء ومصابون بجنون العظمة. تصور العديد من القصص النضالات ضد القوى البيروقراطية، كما في القصة القصيرة عام 1976 " رندر إلى قيصر " لإريك فينيكوف ومارسيا مارتن حيث تقاوم مستعمرة ميركوريان نفوذ الأمم المتحدة من أجل البقاء مستقلة. تم تصوير عطارد مهيأ محاط بهيكل ضخم من صنع الإنسان في القصة القصيرة لعام 2000 " الرومانسية في وقت ممتد " من تأليف توم بوردوم . تم تصوير إعادة تشكيل عطارد أيضًا في ألبوم الموسيقى لعام 2000 دلترون 3030 من قبل المجموعة التي تحمل الاسم نفسه . في القصة القصيرة 2005 " كاث و كويك سيلفر " للاري نيفن وبريندا كوبر، يتعرض عطارد للتهديد بسبب توسع الشمس. المسلسل التلفزيوني المتحرك ةالغازي زيم من أوائل العقد الأول من القرن الحالي يصور تحول عطارد إلى مركبة فضائية هائلة. إنه بمثابة خلفية في فيلم شروق الشمس لعام 2007 عندما تدخل مركبة فضائية في مدار حول عطارد قبل الالتقاء بأخرى.

## فولكان
أدت حالات الشذوذ في مدار عطارد حول الشمس إلى قيام أوربان لو فيرييه باقتراح وجود كوكب غير مرئي مع مدار داخلي لممارسة تأثير الجاذبية لعطارد في عام 1859، على غرار الكيفية التي أدت بها المخالفات في مدار أورانوس إلى اكتشافه نبتون في عام 1846. أُطلق على هذا الكوكب المفترض لقب "فولكان"، وظهر في العديد من الأعمال الخيالية بما في ذلك القصة القصيرة لعام 1932 " كوكب الجحيم " من تأليف ليزلي إف ستون حيث يتم استخراجها من أجل الموارد، والقصة القصيرة لعام 1936 " في مركز الجاذبية " لروس روكلين حيث تتم زيارة داخله المجوف، والقصة القصيرة لعام 1942 " طفل الشمس " التي يسكنها لي براكيت حيث يسكنها الذكاء. من المفهوم الآن أن الانحرافات المدارية لعطارد ناتجة عن تأثيرات النسبية العامة.

## مسودة
1. ↑  A Trip to Venus is available online through Project Gutenberg
2. ↑  Adrift in the Unknown, or Adventures in a Queer Realm is available online through Project Gutenberg
3. ↑  "The Lord of Death" is available online through Project Gutenberg

## مزيد من القراءة
- جيليت، ستيفن L. (شتاء 1995). موهان، كيم (المحرر). "عطارد: الكوكب المنسي". قصص مذهلة. ع. 69/3. ص. 110–116. ISSN:1058-0751. {{استشهاد بمجلة}}: تحقق من التاريخ في: |تاريخ= (مساعدة)
- دارلينجتون، أندرو (ربيع 1995). لي، توني (المحرر). "أتذكر كوكب الجحيم: التاريخ الغريب لعطارد في S.F.". The Zone <! - ليس مثل Zone (magazine) ->. ع. 2. ص. 30–33. ISSN:1351-5217. {{استشهاد بمجلة}}: تحقق من التاريخ في: |تاريخ= (مساعدة)
- كارياد; Römer, Thomas; Zingsem, Vera (2014). "Die Gefahrenwelt − Geschichten über Merkur" [عالم الخطر - قصص عن عطارد]. Wanderer am Himmel: Die Welt der Planeten in Astronomie und Mythologie [المتجولون في السماء: عالم الكواكب في علم الفلك والأساطير] (بالألمانية). Springer-Verlag. pp. 58–59. ISBN:978-3-642-55343-1.
- ليبتاك، أندرو (يوليو 2021). "الوجهة عطارد". مجلة كلاركسوورلد. ع. 178. ISSN:1937-7843. مؤرشف من الأصل في 2023-06-03.